# NGC 3697
NGC 3697 (również PGC 35347, UGC 6479 lub HCG 53A) – galaktyka spiralna z poprzeczką (SBb), znajdująca się w gwiazdozbiorze Lwa. Odkrył ją John Herschel 24 lutego 1827 roku. Należy do zwartej grupy galaktyk Hickson 53 (HCG 53).